# Grgur Peštalić
Fra Grgur Peštalić (Baškut, 27. lipnja 1755. – Baja, 1. veljače 1809.) je bački hrvatski književnik. Pisao je pjesme, a pisao je i filozofska djela. Dugo se vremena smatralo da je prvi književnik među bunjevačkim Hrvatima.
UZ Emerika Pavića, najznačajniji je predstavnik hrvatske književnosti konca 18. i početka 19. stoljeća na ikavici u ugarskom Podunavlju.

Bio je dijelom franjevačkog budimskog kulturnog kruga,  zajedno s Lovrom Bračuljevićem, Grgurom Čevapovićem, Marijanom Jaićem, Matijom Petrom Katančićem, Mihajlom Radnićem, Stjepanom Vilovim te prije navedenim Emerikom Pavićem.
Hrvatski je jezik nazivao slovinskim.
U nekim ga se nastavnim programima smatra i prethodnikom hrvatskog preporoda na području južne Ugarske.
Svojim djelima je ušao u antologiju poezije bunjevačkih Hrvata iz 1971., sastavljača Geze Kikića, u izdanju Matice hrvatske.